# Round Maple
Round Maple est un hameau du Suffolk, en Angleterre. Il est situé dans la paroisse civile d'Edwardstone, dans le district de Babergh, et compte une vingtaine d'habitants (2001). Il dispose de quatre bâtiments classés dont Seasons, The Flushing, Quicks Farmhouse et Little Thatch.